# Самоцензура

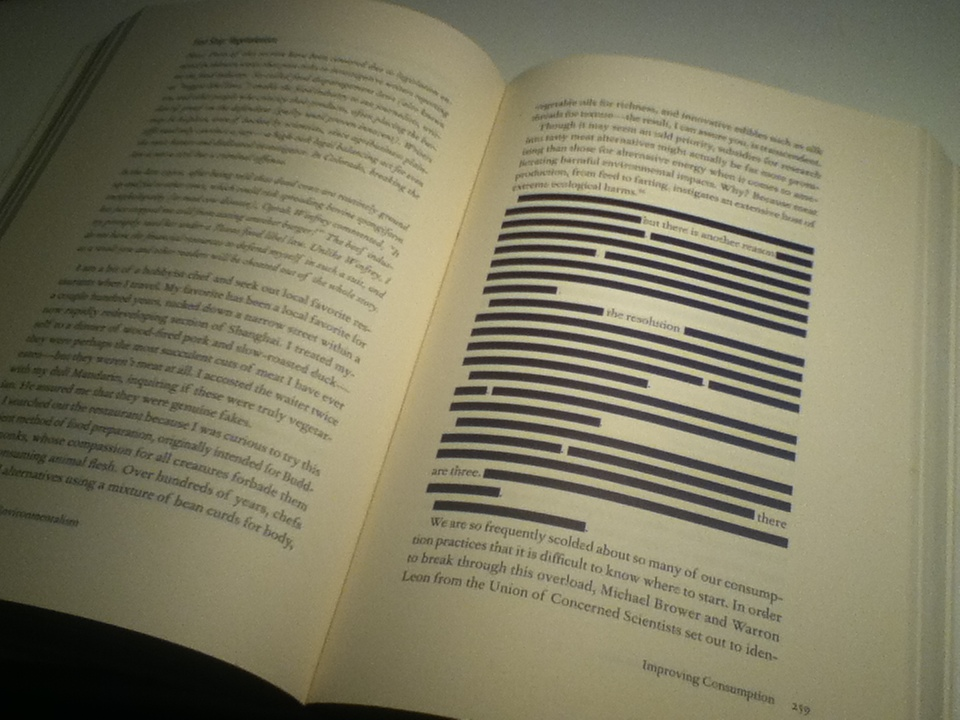
Все экземпляры экокниги «Зелёные иллюзии», продаваемой в США, были самоцензурированы

Самоцензура (внутренняя цензура) — умышленное устранение автором из своего произведения частей, которые он полагает, по тем или иным причинам, недопустимым публично демонстрировать.

## Причины самоцензуры
Феномен самоцензуры может проявляться по различным причинам:
- Возможна моральная, нравственная самоцензура, когда из произведения сознательно устраняется фрагмент, демонстрация которого, с точки зрения самого автора, является нравственно неприемлемой для целевой аудитории произведения или её части, например, изъятие эротической сцены из книги, ориентированной на детей и подростков. Способности автора к такому изъятию зависят от его уровня рефлексии.
- Возможна ошибочная оценка автора неприемлемости части произведения для целевой аудитории. Причём такие казусы случаются не только в художественных и философских произведениях, но, как ни парадоксально, в научных и технических. Например, многие радиолюбители СССР разрабатывали великолепные конструкции на полевых транзисторах или КМОП-микросхемах, но не публиковали их в журнале «Радио», потому что ошибочно считали неприемлемыми для «широких масс» (по причине чувствительности ранних образцов этих элементов к статическому электричеству), хотя никаких ограничений со стороны редакции журнала не было. Редакция просто сопровождала статьи с такими решениями совершенно нейтральным комментарием относительно особенностей новых элементов и порядку обращения с ними. Видя проблему редакция журнала в 1978—1984 годах опубликовала целый цикл редакционных статей, посвящённых «неприемлемой» тематике.
- Чаще всего самоцензура является следствием наличия внешних ограничений свободы творчества, имеющихся в обществе и угрожающих автору определёнными санкциями или негативными социальными последствиями в случае нарушения. В цивилизованном государстве (в особенности, считающемся демократическим и свободным) введение прямой цензуры затруднительно, но допустить полную свободу творчества практически ни одна государственная система не желает. Например, в современной Европе, где, с одной стороны есть глубинные конфликты ценностей («либерализм-консерватизм», «натуралы-ЛГБТ», «атеизм-религиозные течения» или религиозных течений между собой), а с другой стороны есть политика государств по предотвращению разжигания этих конфликтов через мультикультурализм и толерантность (в данном случае не важно, эффективна ли эта политика или нет, важно, что она провозглашается), многие авторы (включая журналистов) сознательно избегают острых тем вследствие опасения не репрессий со стороны государства, а социальных последствий, если их произведение приведёт к разгоранию социальных конфликтов. По этой причине в Европе, несмотря на актуальность проблематики ЛГБТ или мусульман, вынос этих тем в публичную плоскость если и происходит, то с сильно «скруглёнными острыми углами».
- Возможна и «техническая» самоцензура, связанная с тем, что автору предоставляется ограниченная печатная площадь, ограниченное количество знаков, ограниченное эфирное время. В таких условиях автор не имеет возможности полностью опубликовать своё произведение и вынужден исключать из него какие-то разделы или целые темы, которые впоследствии могут быть и никогда не опубликованными.

## Практические примеры реализации самоцензуры
- В качестве альтернативы цензуре создаются условия, когда освещение определённых тем, высказывание определённых взглядов, употребление некоторых слов и выражений и многое другое считается нежелательным. Авторов, нарушающих эти ограничения, иногда прямо наказывают, но чаще подвергают различным методам непрямого давления: для них создаются затруднения в опубликовании произведений, вводятся ограничения на аудиторию (так, фильм, которому из-за «неправильной» сцены присвоена категория «18 лет или старше», может потерять из-за этого значительную часть кассовых сборов).
- В случае с публикациями книг возможно воздействие через издателя и редактора, весьма распространённое в СССР: за публикацию «неправильной» книги автора не наказывали, но наказывали главного редактора опубликовавшего книгу издательства; в результате следующую рукопись того же автора ни одно издательство не соглашалось брать. В таких условиях автор, рассчитывающий на опубликование произведения и на получение определённого дохода, оказывается вынужден учитывать ограничения и самостоятельно устранять из своих произведений все неодобряемые элементы.
- Возможна неосознанная самоцензура, когда автор при создании произведения избегает неодобряемых элементов подсознательно, не понимая, что следует заданным извне ограничениям. Субъективно он может воспринимать это избегание как вызванное собственным художественным вкусом, моральными и нравственными соображениями.

## Информационное общество и самоцензура
Самоцензура может рассматриваться как предупредительный метод профилактики: в связи с развитием информационного общества.